# El mar y el tiempo
El mar y el tiempo és una pel·lícula dramàtica espanyola, dirigida i protagonitzada per Fernando Fernán Gómez en 1989 a partir d'una minisèrie de 1987 i la seva pròpia novel·la homònima, publicada un any abans.

## Sinopsi
Jesús, el protagonista, és un espanyol exiliat a l'Argentina que torna a Espanya en la primavera de 1968 amb la finalitat de retrobar-se amb la seva família. No obstant això, les coses han canviat i la família que li espera a Espanya és ben diferent a la que va deixar abans de anar-se'n a l'Argentina.

## Repartiment
- Rafaela Aparicio - Abuela
- José Soriano - Jesús
- Fernando Fernán Gómez - Eusebio
- Aitana Sánchez-Gijón - Mer
- Iñaki Miramón - Anselmo
- Ramon Madaula - Mariano
- Fernando Guillén Cuervo - Pepe
- Gabino Diego - Basilio
- María Asquerino - Marcela

## Palmarès cinematogràfic
IV Premis Goya
| Categoria                        | Persona                                        | Resultat   |
| -------------------------------- | ---------------------------------------------- | ---------- |
| Millor pel·lícula                | Millor pel·lícula                              | Candidata  |
| Millor director                  | Fernando Fernán Gómez                          | Candidat   |
| Millor actriu protagonista       | Rafaela Aparicio                               | Guanyadora |
| Millor actor protagonista        | Fernando Fernán Gómez                          | Candidat   |
| Millor actriu de repartiment     | María Asquerino                                | Guanyadora |
| Millor guió adaptat              | Fernando Fernán Gómez                          | Candidat   |
| Millor muntatge                  | Pablo del Amo                                  | Candidat   |
| Millor direcció de producció     | Andrés Santana                                 | Candidat   |
| Millor maquillatge i perruqueria | Juan Pedro Hernández Jesús Moncusí i Vallverdú | Candidats  |
| Millor so                        | Gilles Ortion Eduardo Fernández                | Candidats  |

Fotogramas de Plata 1989
| Categoria               | Persona          | Resultat  |
| ----------------------- | ---------------- | --------- |
| Millor actriu de cinema | Rafaela Aparicio | Candidata |